# Vol'ha Padabed
Vol'ha Viktaraŭna Padabed (in bielorusso Вольга Віктараўна Падабед?; Minsk, 24 aprile 1979) è un'ex cestista bielorussa.
Alta 174 cm per 57 kg, giocava come guardia.

## Carriera
Con la Bielorussia ha disputato i Giochi olimpici di Pechino 2008 e due edizioni dei Campionati europei (2007, 2009).